# Rossville (Georgia)
Perry es una ciudad ubicada en el condado de Walker en el estado estadounidense de Georgia. En el año 2000 tenía una población de 3.511 habitantes.

## Geografía
Perry se encuentra ubicada en las coordenadas 34°58′35″N 85°17′28″O / 34.97639, -85.29111 (34.976459, -85.291070).
Según la Oficina del Censo, la localidad tiene un área total de 4,7 km² (1,8 mi²), de la cual 4,7 km² (1,8 mi²) es tierra y 0 km² (0 mi²) (0.00%) es agua.

## Demografía
Según la Oficina del Censo en 2000 los ingresos medios por hogar en la localidad eran de $23,612, y los ingresos medios por familia eran $29,423. Los hombres tenían unos ingresos medios de $26,346 frente a los $21,875 para las mujeres. La renta per cápita para la localidad era de $14,175. 